# Віллемейн Дуйстер
Віллемейн Дуйстер (нід. Willemijn Duyster, 5 квітня 1970) — нідерландська хокеїстка на траві.
Бронзова призерка Олімпійських Ігор 1996 року.
Срібна призерка Трофею чемпіонів 1993 року, бронзова призерка 1997 року.